# Ніс (фільм)
«Ніс» (рос. «Нос») — радянський художній фільм режисера Ролана Бикова за мотивами однойменної повісті Миколи Васильовича Гоголя.

## Сюжет
Фантасмагорія про чиновника, від якого втік ніс.

### Відмінності фільму і повести
Сценарій фільму близький до повісті Гоголя. Невеликі відмінності є в окремих репліках персонажів і другорядних деталях. Так, наприклад, у повісті згадується тільки те, що Ковальов написав листа Подточина, і наведено текст листа. У фільмі ж ще показані Подточина і її дочка в момент, коли вони отримують і читають листа.
У фіналі фільм і повість повністю розходяться. У повісті Ковальов, виявивши ніс на колишньому місці, продовжує жити звичайним життям. У фільмі Ковальов отримує назад свій ніс, новий чин, одружується і помирає від надлишку почуттів. Поруч з могилою Ковальова (у фільмі) розташована могила Івана Олександровича Хлестакова.

## Ролі озвучували
- Ролан Биков — колезький асесор Ковальов; ніс Ковальова; Іван Якович, цирульник; селянин, блукаючий з обозом коней
- Зінаїда Славіна — Парасковія Йосипівна, дружина Івана Яковича
- Ія Саввіна — жінка легкої поведінки з Невського
- Зінаїда Шарко — штабс-офіцерша Подточина
- Олена Санаєва — дочка Подточина
- Борислав Брондуков — Іван, слуга Ковальова
- Георгій Бурков — квартальний наглядач
- Лев Дуров — часний пристав
- Євген Євстигнєєв — чиновник газетної експедиції
- Володимир Басов — доктор
- Валентин Нікулін — двірник
- Юрій Богатирьов — імператор Микола I
- Давид Бабаєв — приятель Ковальова
- Семен Берлін — чин
- Валерій Веселов — мужик
- Олександр Захаров — мужик
- Валерій Кузін — високий чин
- Анна Лисянська — дама
- Семен Морозов — слуга графині
- Віра Улик — екзальтована дама
- Йосип Ханзель
- Юрій Дедович — високий чин
- Микола Крюков — чиновник
- Сергій Карнович-Валуа — чин
- Сергій Лосєв — чиновник
- Любов Стриженова — двірничка
- Олександр Суснін — мужик в трактирі
- Володимир Федоров — карлик (немає в титрах)
- Валентина Малявіна — епізод

## Знімальна група
- Автор сценарію: Ролан Биков
- Режисер-постановник: Ролан Биков
- Оператори-постановники: — Анатолій Мукасей
- Художники-постановники: — Марксен Гаухман-Свердлов
- Композитори: — Микола Сидельников
- Звукооператори: — Оліг Соломонов
- Художники по костюму: — Наталя Катаева
- Режисери:
- Оператори:
- Гріми:
- Художники-декоратори:
- Монтажери:
- Асистенти режисера:
- оператора:
- Директор картини: — Грігорій Навендо